# Derolophodes
Derolophodes is een kevergeslacht uit de familie van de boktorren (Cerambycidae). De wetenschappelijke naam van het geslacht werd voor het eerst geldig gepubliceerd in 1898 door Brancsik.

## Soorten
Derolophodes is monotypisch en omvat slechts de volgende soort:
- Derolophodes tuberosus Brancsik, 1898